# 문인통한
문인통한(聞人通漢, ? ~ ?)은 전한 후기의 유학자로, 자는 자방(子方)이며 패군 사람이다.

## 행적
후창의 밑에서 수학하였다. 태자사인(太子舍人)을 지내던 중 석거각(石渠閣)의 논의에 참여하였고, 벼슬이 중산중위에 이르렀다.

## 출전
- 반고, 《한서》 권88 유림전